# Maria Cantwell
Maria Elaine Cantwell (Indianapolis (Indiana), 13 oktober 1958) is een Amerikaans politica. Zij is een Democratisch senator voor de staat Washington.

## Levensloop
De familie van Cantwell heeft een Ierse achtergrond. Haar vader werkte voor Andrew Jacobs Jr., lid van het Huis van Afgevaardigden. Zelf behaalde zijn een bachelor in openbaar bestuur aan de Miami University. In 1984 voerde ze campagne voor Alan Cranston bij zijn - uiteindelijk niet succesvolle - poging om de Democratische genomineerde te worden voor de presidentsverkiezingen.
In 1986 werd Cantwell gekozen in het Huis van Afgevaardigden van de staat Washington. Ze hield zich onder andere bezig met het managen van de stedengroei binnen de staat Washington en wetgeving voor ziekenhuizen.
In 1992 werd Cantwell de eerste Democraat in veertig jaar die voor district zitting had in het Huis van Afgevaardigden. Zij steunde onder andere de Noord-Amerikaanse Vrijhandelsovereenkomst en steunde de begroting van president Bill Clinton. De Republikein Rick White maakte daar gebruik van om Cantwell te verslaan bij de verkiezingen in 1994.
Nadat zij verslagen was, kreeg ze een baan aangeboden bij het tv-station RealNetworks. Zij werd vicepresident van de afdeling voor advertentiewerving. Door haar aandelen in RealNetworks werd zij multimiljonair.
In 2000 wierp Cantwell zich in de strijd om een Senaatszetel en met een verschil van 2.229 stemmen op een totaal van 2.5 miljoen won zij van zittend senator Slade Gorton. Zij en de senator van Michigan Debbie Stabenow waren de eerste vrouwen ooit die een zittend senator versloegen.
Cantwell staat bekend als een progressief senator. Wel heeft ze enige meningsverschillen gehad met partijgenoten, omdat ze soms anders stemde. Ze steunde de oorlog in Irak, maar stemde in 2006 voor een resolutie die de regering op roept om een begin te maken met de terugtrekking van troepen uit Irak. Op het gebied van abortus noemt zij zich "100-procent pro-choice". Zij was een van de 34 senator die stemde tegen de Partial-Birth Abortion Ban Act. Ze stemde tegen de benoeming voor het Hooggerechtshof van John Roberts vanwege zijn mogelijke bezwaren tegen abortus.
Cantwell stemde wel voor het Dominican Republic–Central America Free Trade Agreement. Dit leverde haar veel kritiek op van mensen die niet vrije handel niet zo zien zitten.
In december 2005 voorkwam Cantwell pogingen van senator Ted Stevens in zijn poging om naar olie te boren in een natuurgebied in Alaska.
Cantwell kreeg de hoogst mogelijk rating van de League of Conservation Voters vanwege haar stemgedrag op milieugebied. Ze staat bekend om haar steun aan de zoektocht naar alternatieve energie, en de bescherming van de bossen in de staat Washington.
Als senator leverde Cantwell forse kritiek op Italië vanwege de veroordeling van de Amerikaanse studente Amanda Knox vanwege haar betrokkenheid bij een moord in 2007. Volgens Cantwell was het proces niet eerlijk verlopen. In hoger beroep werd Knox vrijgesproken, maar later alsnog veroordeeld tot een gevangenisstraf van 28,5 jaar en in 2015 in cassatie ontslagen van rechtsvervolging.
In de Senaat was Cantwell groot voorstander voor het opheffen van de regeling Don't Ask, Don't Tell met betrekking tot homoseksualiteit in het leger. Zij stemde in 2011 ook voor wetgeving waardoor er een einde kwam aan deze regeling.
Alabama: Tuberville (R) · Britt (R)
Alaska: Murkowski (R) · Sullivan (R)
Arizona: Kelly (D) · Gallego (D)
Arkansas: Boozman (R) · Cotton (R)
Californië: Padilla (D) · Schiff (D)
Colorado: Bennet (D) · Hickenlooper (D)
Connecticut: Blumenthal (D) · Murphy (D)
Delaware: Coons (D) · Blunt Rochester (D)
Florida: R. Scott (R) · Moody (R)
Georgia: Ossoff (D) · Warnock (D)
Hawaï: Schatz (D) · Hirono (D)
Idaho: Crapo (R) · Risch (R)
Illinois: Durbin (D) · Duckworth (D)
Indiana: Young (R) · Banks (R)
Iowa: Grassley (R) · Ernst (R)
Kansas: Moran (R) · Marshall (R)
Kentucky: McConnell (R) · Paul (R)
Louisiana: Cassidy (R) · Kennedy (R)
Maine: Collins (R) · King (O)
Maryland: Van Hollen (D) · Alsobrooks (D)
Massachusetts: Warren (D) · Markey (D)
Michigan: Peters (D) · Slotkin (D)
Minnesota: Klobuchar (D) · Smith (D)
Mississippi: Wicker (R) · Hyde-Smith (R)
Missouri: Hawley (R) · Schmitt (R)
Montana: Daines (R) · Sheehy (R)
Nebraska: Fischer (R) · Ricketts (R)
Nevada: Cortez Masto (D) · Rosen (D)
New Hampshire: Shaheen (D) · Hassan (D)
New Jersey: Booker (D) · Kim (D)
New Mexico: Heinrich (D) · Luján (D)
New York: Schumer (D) · Gillibrand (D)
North Carolina: Tillis (R) · Budd (R)
North Dakota: Hoeven (R) · Cramer (R)
Ohio: Moreno (R) · Husted (R)
Oklahoma: Lankford (R) · Mullin (R)
Oregon: Wyden (D) · Merkley (D)
Pennsylvania: Fetterman (D) · McCormick (R)
Rhode Island: Reed (D) · Whitehouse (D)
South Carolina: Graham (R) · T. Scott (R)
South Dakota: Thune (R) · Rounds (R)
Tennessee: Blackburn (R) · Hagerty (R)
Texas: Cornyn (R) · Cruz (R)
Utah: Lee (R) · Curtis (R)
Vermont: Sanders (O) · Welch (D)
Virginia: Warner (D) · Kaine (D)
Washington: Murray (D) · Cantwell (D)
West Virginia: Moore Capito (R) · Justice (R)
Wisconsin: Johnson (R) · Baldwin (D)
Wyoming: Barrasso (R) · Lummis (R)
(D): Democraat · (R): Republikein · (O): Onafhankelijk
- International Standard Name Identifier: 0000 0000 5144 3961
- Library of Congress Control Number: no2008070958
- SNAC: w6d03zh0
- Biographical Directory of the United States Congress: C000127
- Virtual International Authority File: 41650418
- WorldCat: E39PBJkhPMXW8pmX3wVfdvjQv3